# George H. Hodges

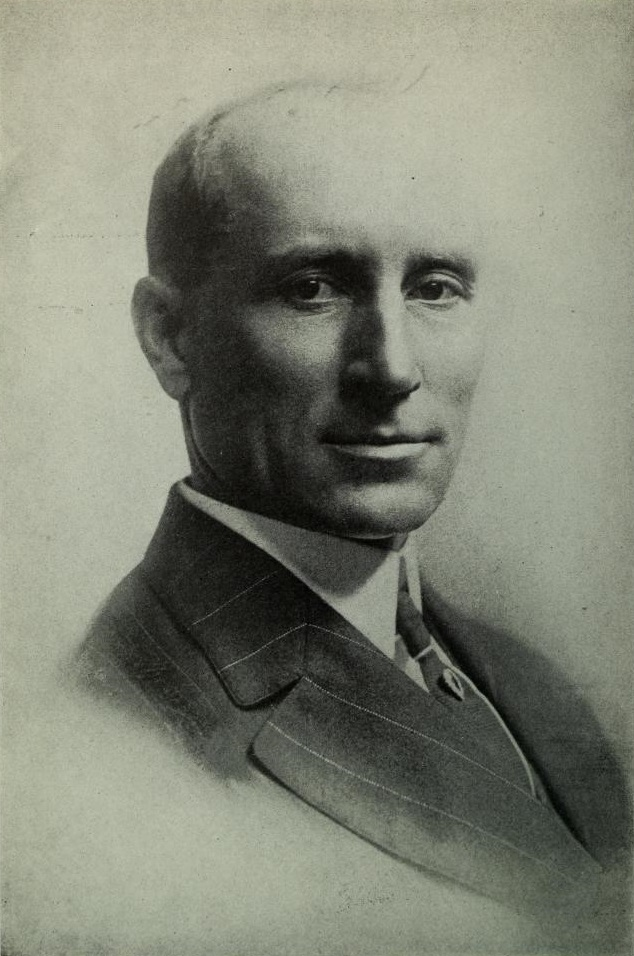
George H. Hodges

George Hartshorn Hodges (* 6. Februar 1866 in Orion, Wisconsin; † 7. Oktober 1947 in Kansas City, Missouri) war ein US-amerikanischer Politiker und von 1913 bis 1915 der 19. Gouverneur des Bundesstaates Kansas.

## Frühe Jahre und politischer Aufstieg
Im Jahr 1869 kam der junge George Hodges mit seinen Eltern nach Olathe in Kansas. Dort besuchte er die örtlichen Schulen. Nach der Schule begann er eine erfolgreiche Laufbahn als Geschäftsmann. Schwerpunkte seiner geschäftlichen Aktivitäten waren das Holzgeschäft, der Handel mit Eisenwaren und der Geldverleih. Außerdem war er Besitzer der Zeitung „The Johnson County Democrat“. Hodges war Mitglied der Demokratischen Partei. Er war vier Jahre lang Mitglied des Stadtrats von Olathe und dann für eine Amtszeit Bürgermeister dieses Ortes. Zwischen 1905 und 1913 saß er im Senat von Kansas. Im Jahr 1906 war er Vorsitzender des Staatsparteitages der Demokraten. Im Jahr 1912 wurde er als deren Kandidat zum neuen Gouverneur von Kansas gewählt.

## Gouverneur von Kansas
Hodges’ zweijährige Amtszeit begann am 13. Januar 1913. In dieser Zeit wurde in Kansas das Frauenwahlrecht eingeführt. Auch die Stellung der Frauen innerhalb der Verwaltung von Kansas wurde verbessert. Die Unternehmersteuer wurde reformiert und der Verwaltungsrat (Board of Administration) des Staates wurde mit der Kontrolle aller Regierungsbehörden betraut. Durch einen Zusatz in der US-Verfassung mussten nun die US-Senatoren direkt vom Volk gewählt werden. Zuvor wurden sie vom Gouverneur ernannt bzw. von der Mehrheit der Legislative gewählt. In jener Zeit wurden ein Tuberkulose-Krankenhaus und eine Anstalt für geistig Behinderte eröffnet. Eine abgebrannte Strafanstalt wurde wieder aufgebaut. Ganz allgemein setzte sich der Gouverneur für die Verbesserung des Schul- und Gesundheitswesens ein.

## Weiterer Lebensweg
Im Jahr 1914 bewarb sich Hodges erfolglos um seine Wiederwahl. Somit endete seine Amtszeit am 11. Januar 1915. Daraufhin widmete er sich wieder seinen privaten Interessen. In den 1920er Jahren war er Mitglied der Schulbuchkommission und des State Board of Regents. George Hodges verstarb im Oktober 1947. Er war mit Ora May Murray verheiratet, mit der er zwei Kinder hatte.